# Wirthiella modocensis
Wirthiella modocensis är en tvåvingeart som först beskrevs av James E. Sublette 1960.  Wirthiella modocensis ingår i släktet Wirthiella och familjen fjädermyggor.
Artens utbredningsområde är Kalifornien. Inga underarter finns listade i Catalogue of Life.